# Éric Milet
Pour les articles homonymes, voir Milet.
Éric Milet, né le 11 décembre 1960 à Saint-Nazaire, est un écrivain, reporter et photographe français, spécialiste du désert.

## Biographie
Natif de Saint-Nazaire, Éric Milet est passionné très tôt par les voyages et par la photo. En 1980, devant effectuer son service militaire, il se fait recruter en tant que coopérant par la section photo du Centre culturel français d’Alger et il découvre le Sahara. De retour en France, il crée une association qui propose des voyages et devient guide saharien et photographe. A la fin des années 90, devant les problèmes d'insécurité au Sahara, il renonce à son métier de guide et se consacre à l'écriture.

## Publications
- Objectif Aventure Mali, Arthaud, (2001)
- Guide des merveilles de la nature, Maroc, Arthaud (2003, 2005)
- Au pays des merveilles - Les plus beaux sites naturels du Maroc, Arthaud (2003)
- Sahara - Sur les traces de Frison Roche[3], Arthaud (2003)
- La quête du désert - D'un rêve à la réalité[4],[5], Arthaud (2004)
- Mali, Magie d'un fleuve aux confins du désert, photographies de Jean-Luc Manaud, Éditions Olizane (2005, 2007)
- Tombouctou, réalité d'un mythe[6], photographies de Jean-Luc Manaud, préface de Michel Onfray, Arthaud (2006)
- L'Orient rêvé : photographies du Maroc, 1870-1950[7], Arthaud (2008). Édition anglophone : Orientalist photographs, 1870-1950, Flammarion (2008)
- Traces de sel - Léon Ottenheim, regards photographiques, 1858-1940[8], co-écrit avec Martine Lani-Bayle, préface de Pierre Bergougnioux, Nantes, Éditions Opéra (2011)
- Traces de Vie - l'autre côté du récit et de la résilience, co-écrit avec Martine Lani-Bayle, préfacé par Boris Cyrulnik, postfacé par Gaston Pineau, Chroniques sociales, (2012)
- Survivre - Témoignages[9],[10],[11], collectif, Omnibus (2017)